# Ormosia decorata
Ormosia decorata là một loài ruồi trong họ Limoniidae. Chúng phân bố ở miền Cổ bắc.